# Grotta Gigante
Jeskyně Grotta Gigante, slovinsky Briška jama, známá také jako Riesengrotte či Grotta di Brisciachi, je obří jeskyně na italské straně Krasu poblíž Terstu a státní hranice se Slovinskem. Hlavní prostora v jeskyni Grande Caverna je velká 98,5 m na výšku, 76,3 m široká a 167,6 m dlouhá a byla zapsána v Guinnessově knize rekordů jako největší turisticky navštěvovaná jeskynní prostora na světě. Jeskyně obsahuje mnoho obrovských stalaktitů a stalagmitů, některé z nich velmi krásné. Průměrná teplota v jeskyni je 11 °C, vlhkost dosahuje 96%.

## Geografická poloha
Jeskyně se nachází zhruba 200 metrů severně od vsi Borgo Grotta Gigante/Briščiki poblíž železniční tratě Villa Opicina - Aurisina. Lokalita přináleží do katastrálního území obce Sgonico/Zgonik v italském územním spolku obcí Guiliana autonomního regionu Furlansko-Julské Benátsko. Nejbližší místa na pobřeží Jaderského moře jsou od jeskyně vzdálena vzdušnou čarou necelé 3 kilometry jihozápadním směrem.

## Historie
Jeskyni objevil Antonio Federico Lindner v roce 1840. V té době byla krasová oblast v okolí Terstu prohledávaná kvůli vodě z podzemní řeky Timavo, kterou chtěli přivést akvaduktem do města. Jeskyni zmapoval v roce 1897 Andrea Perko, v roce 1908 pak byla zpřístupněna. V roce 1957 bylo do jeskyně zavedeno elektrické osvětlení.

## Vědecké speleologické muzeum
Součástí návštěvnického areálu je tako Vědecké speleologické muzeum (italsky "Il Museo scientifico speleologico della Grotta Gigante"). První muzejní expozice zde byla otevřena již v roce 1963. Později bylo muzeum přebudováno a rozšířeno a od roku 2014 existuje pod novým názvem, charakterizujícím širší využití muzejních prostor. Kromě podrobných informací o charakteristice a historii jeskyně Grotta Gigante jsou zde jednotlivé části expozice věnovány též paleontologii, archeologii a historii Terstského krasu, podzemní fauně a flóře krasového území.

## Fotogalerie

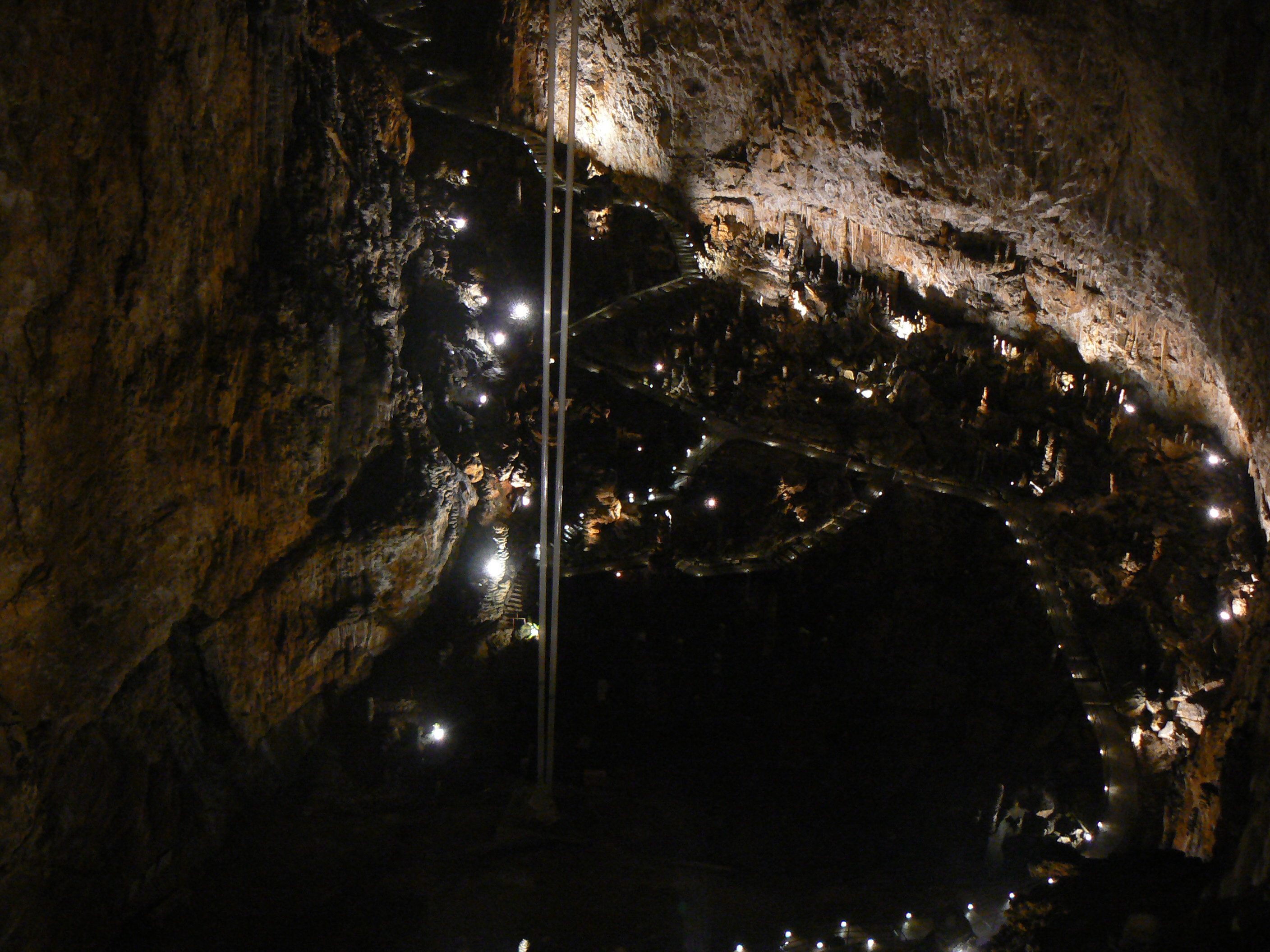
Návštěvnická trasa do hlubin jeskyně
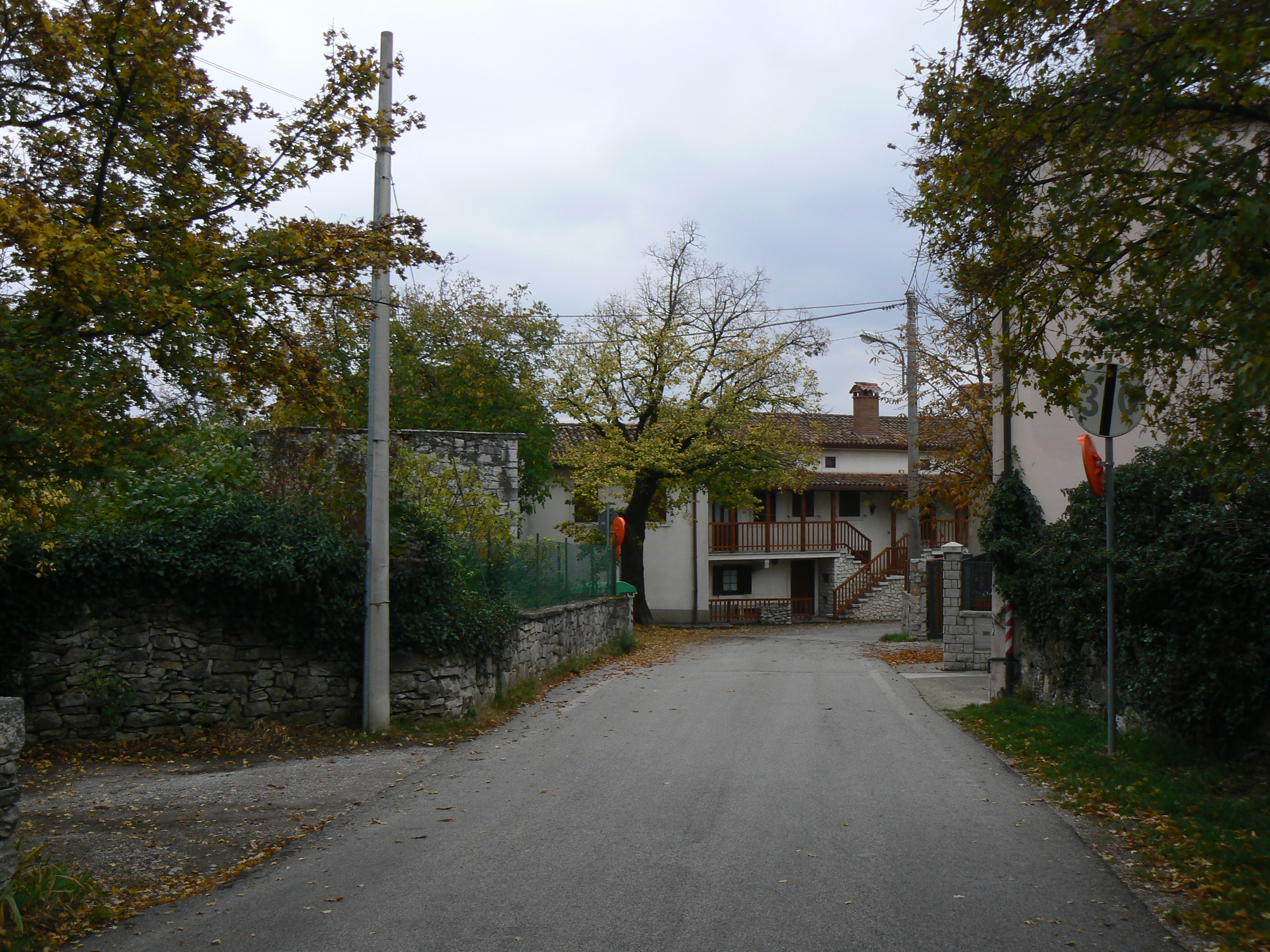
Ulice v Borgo Grotta Gigante směrem k jeskyni
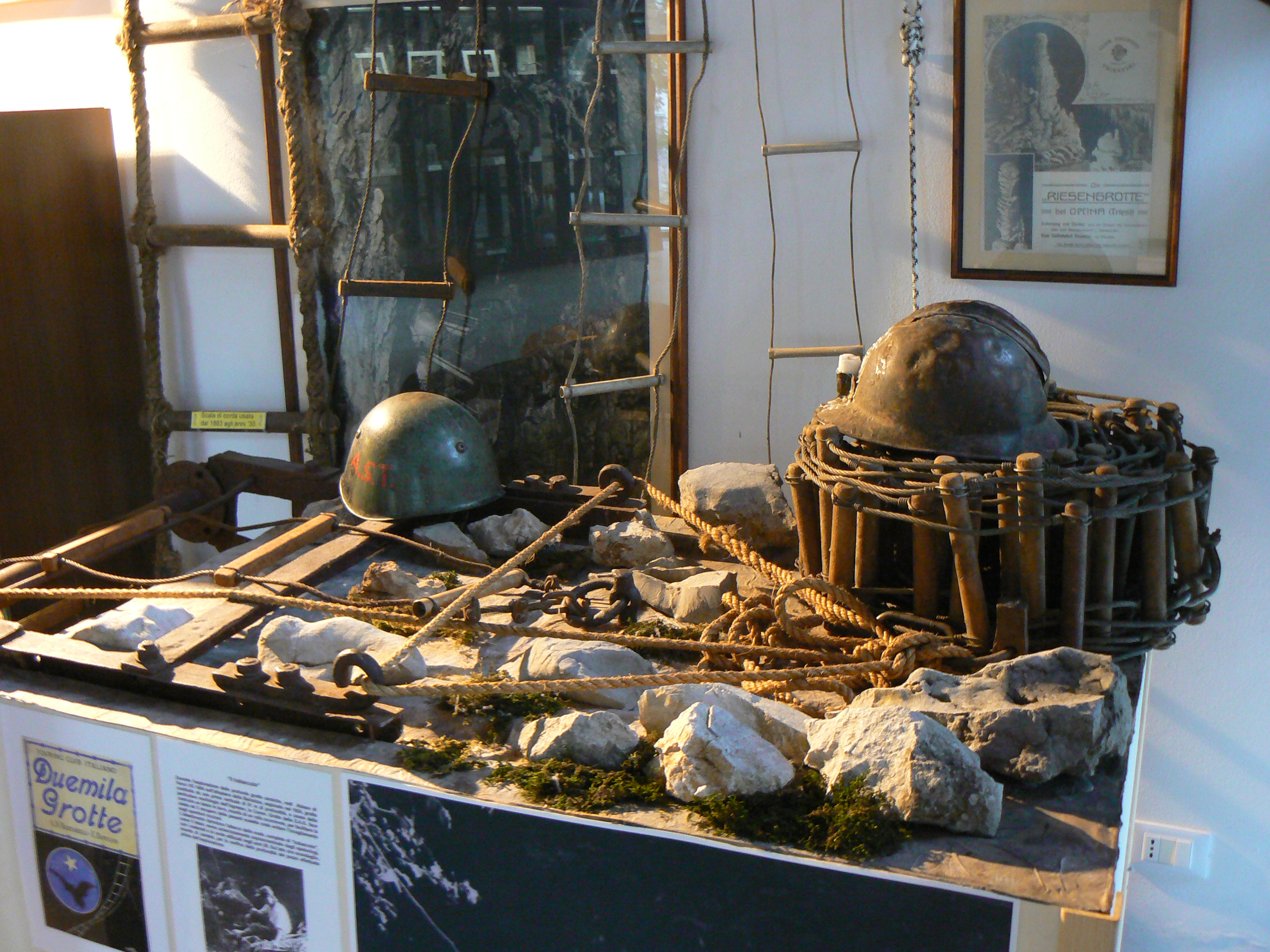
V muzeu jsou i upomínky na boje z 1. světové války
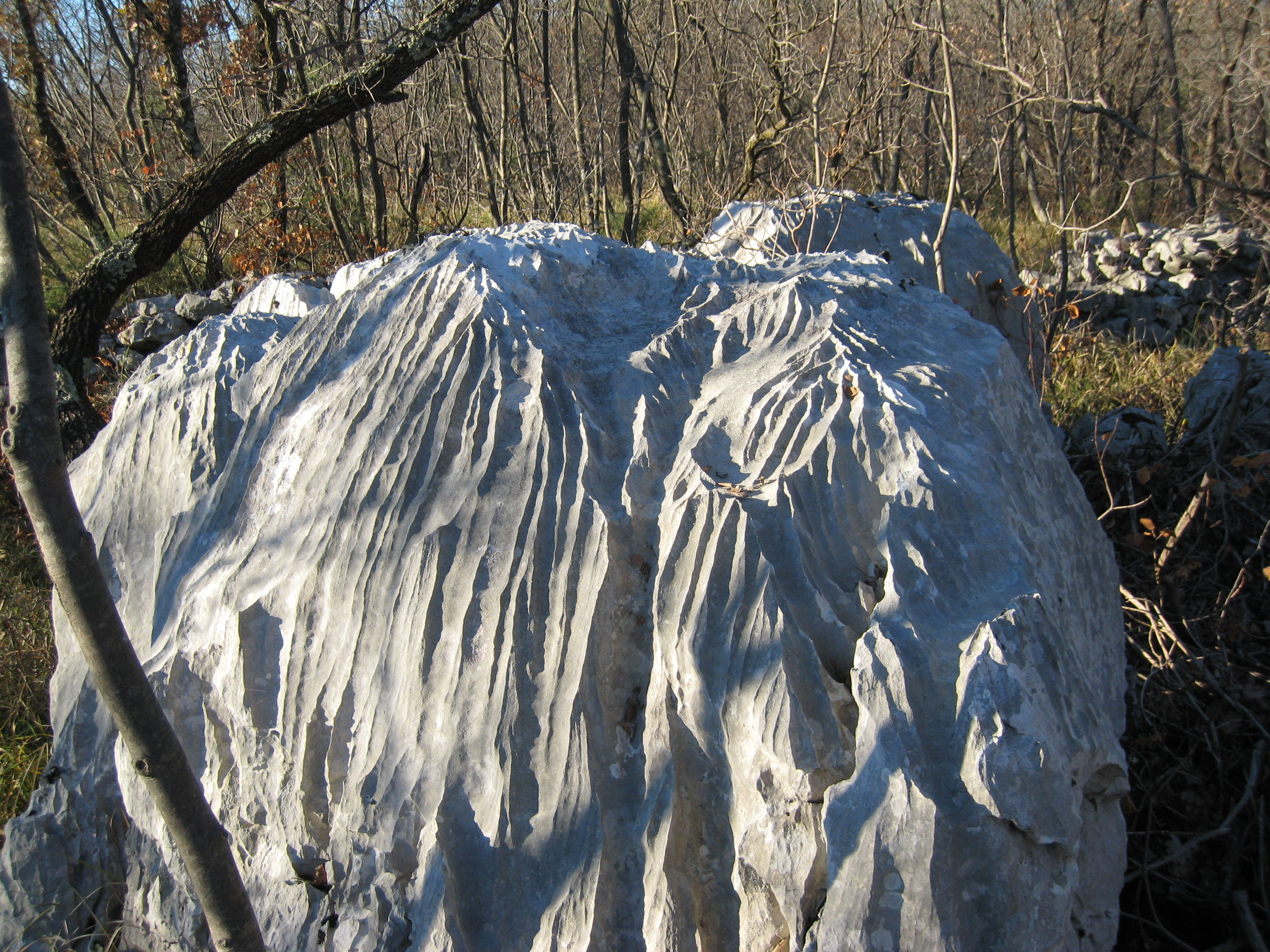
Škrapy v okolí Borgo Grotta Gigante